# Otto IV. Avstrijski
Otto IV. Avstrijski, avstrijski plemič, * 23. julij 1301, Dunaj, † 17. februar 1339, Neuberg an der Mürz.